# بایی لینگ
بایی لینگ (چینی: 白灵؛ زاده ۱۰ اکتبر ۱۹۶۶) یک هنرپیشه اهل آمریکا است.
از فیلم‌ها یا برنامه‌های تلویزیونی که وی در آن نقش داشته‌است می‌توان به کلاغ، تاکسی ۳، آنا و شاه، کاپیتان اسکای و دنیای فردا، غرب وحشی وحشی و گوشه قرمز، کشور زیبا، سمی، شعبده‌باز، ادموند، نسل ژن، مرده خنده‌دار و کرانک: ولتاژ بالا اشاره کرد.